# Pedro Romeiras
Pedro Romeiras est un danseur portugais né à Lisbonne le 3 juillet 1961.
Danseur étoile, il fait une carrière internationale au Ballet national du Portugal, au Nationale Ballet (Pays-Bas) et au Ballet del Teatro municipal de Lima (Pérou).
Il est médaillé d'or du IIe Prix français de la danse 1982 et président de l'Association nationale des professionnels de danse (ANPD).